# Боярське (Орловський район)
Боя́рське (рос. Боярское) — присілок у складі Орловського району Кіровської області, Росія. Входить до складу Орловського сільського поселення.
Населення становить 17 осіб (2010, 29 у 2002).
Національний склад станом на 2002 рік — росіяни 100 %.